# Dipsas catesbyi
Dipsas catesbyi là một loài rắn trong họ Rắn nước. Loài này được Sentzen mô tả khoa học đầu tiên năm 1796.

## Hình ảnh

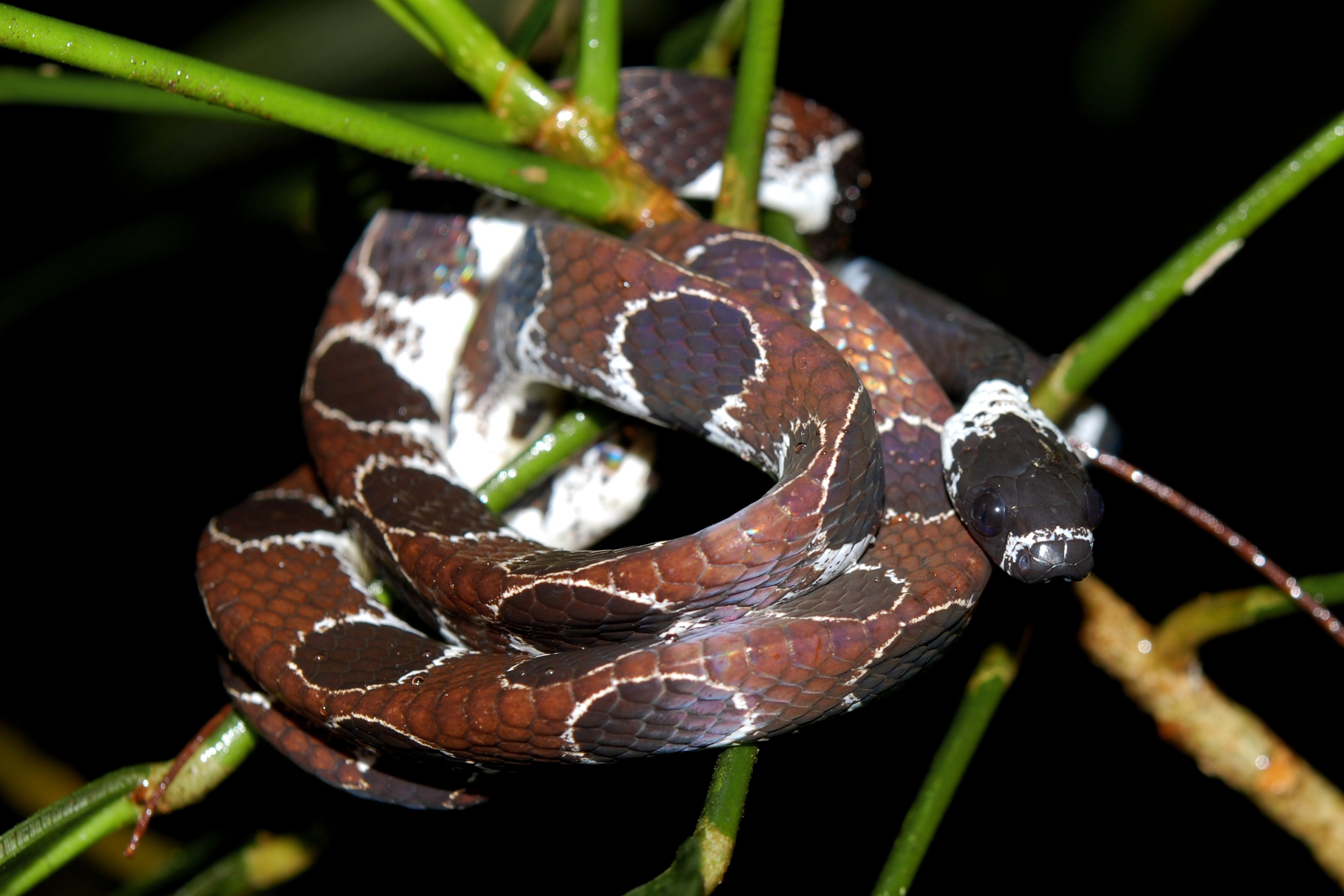